# كولة ناب (مقاطعة دلفان)
كولة ناب (بالفارسية: کوله ناب) هي قرية تقع في قسم ايتيوند الجنوبي الريفي (مقاطعة دلفان) في إيران. يقدر عدد سكانها بـ 106 نسمة .